# Хермањице у Одри
Хермањице у Одри (чеш. Heřmanice u Oder) је насељено мјесто са административним статусом сеоске општине (чеш. obec) у округу Нови Јичин, у Моравско-Шлеском крају, Чешка Република.

## Становништво
Према подацима о броју становника из 2014. године насеље је имало 326 становника.